# Philipp Sattler (Bildhauer)
Philipp Jakob Sattler (≈ 30. April 1695 in Wenns, Tirol; † 20. Mai 1738 in Olmütz) war ein österreichischer Bildhauer des Spätbarock, der in Mähren tätig war.

## Leben
Philipp Sattler war das siebente Kind des Bildhauers Klemens Sattler und der Maria Köllin. Nach dem Tod des Vaters im Jahr 1701 verschwindet die Familie aus den Matriken von Wenns und zog anscheinend nach Ried im Oberinntal, der Heimat der Mutter, da Sattler anlässlich seiner Hochzeit im Trauungsbuch der Mauritzkirche in Olmütz als aus Ried stammend bezeichnet wird. Weiters ist zu vermuten, dass er in Ried bei Andreas Kölle, einem Verwandten, das Bildhauerhandwerk erlernt hat.
Wo Sattler während seiner Wanderjahre als Geselle gewesen ist, ist nicht belegt. Wahrscheinlich ist ein Aufenthalt in Italien, da er von der italienischen Kunst beeinflusst war, und sicher ein Aufenthalt in Znaim, da er dort die Tochter des Ratsherrn Ferdinand Beck, Anna Maria, kennengelernt haben muss, die er am 17. Februar 1721 in Olmütz heiratete. Wann er in die Stadt gekommen ist, ist nicht bekannt. Am 24. März 1721 wurde Sattler Meister und am 29. April 1723 Bürger in Olmütz. Einen Tag später kaufte er das Haus „Zur goldenen Rose“ in der Bernhardinergasse 8, der heutigen Slovenská ul. Belegt ist, dass er am Neujahrstag Vorgeher der Olmützer Schützengesellschaft war.
Sattler hatte fünf Kinder, von denen seine Tochter Maria Veronika mit dem Maler Johann Christoph Handke verheiratet war. Sein Sohn Josef Ignaz erlernte bei Handke die Malkunst. Sattler starb bereits mit 43 Jahren, wohl an den Folgen einer für Steinbildhauer typischen Lungenkrankheit, und wurde am 22. Mai 1738 unter dem Geläute aller Glocken auf dem St.-Mauritz-Friedhof begraben, was von seinem Ansehen schon zu Lebzeiten zeugt.

## Werk

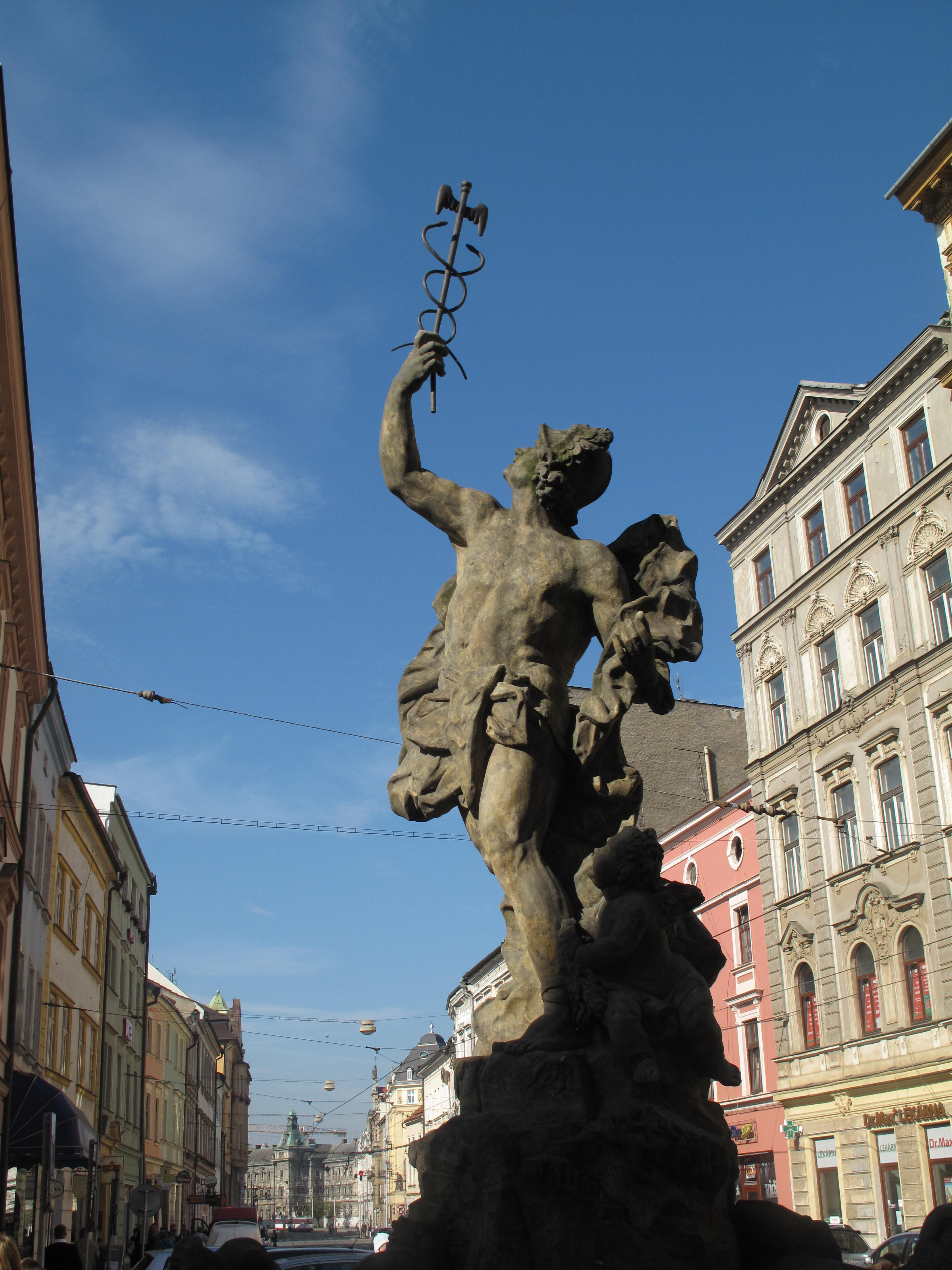
Merkurbrunnen, Olmütz

Neben Johann Sturmer war Philipp Sattler der bedeutendste Bildhauer seiner Zeit in Olmütz. Obwohl nur wenige Jahre aktiv, hinterließ er ein umfangreiches Werk an Steinfiguren, Bildschnitzereien und Stuckaturen in der Stadt und der Umgebung. Bedeutende Projekte entstanden in Gemeinschaft mit dem Steinmetzmeister Wenzel Render und dem Maler Johann Christoph Handke.
- Engelfiguren am Paulinenaltar, Mauritzkirche, Olmütz (1719) – die erste datierte Arbeit
- Skulpturenschmuck am Eingangsportal des ehemaligen Kapitelhauses, Česká ul. 514, Olmütz (1720er Jahre)
- Figurenschmuck der Jesuitenkirche Maria Schnee, Olmütz (1720–1723)
- Figuren der hll. Katharina und Wenzel, Stein, Grügau (2. Hälfte 1720er Jahre)
- Figuren der hll. Barbara und Matthäus, Stein, Matthäuskapelle, Vsisko (2. Hälfte 1720er Jahre)
- Maria Immaculata, vor der Pfarrkirche Mariä Himmelfahrt, Freudenthal (2. Hälfte 1720er Jahre), entfernt
- Merkur, Merkurbrunnen, Olmütz (1727)
- Dekoration der Fronleichnamskapelle, Sandstein und Stuck, Olmütz (1728), gilt als Höhepunkt seines Schaffens
- Dekoration der Orgel, Mauritzkirche, Olmütz (1729)
- Altarfiguren, St. Michael-Kirche, Olmütz (um 1730), jetzt im Erzbischöflichen Museum, Olmütz
- Figuren von Christus und den vier Evangelisten, Kirche Unbefleckte Empfängnis, Ungarisch Brod (1730er Jahre)
- Reliefmedaillons an der Dreifaltigkeitssäule, Olmütz (1732)
- Marienstatue, Mährisch Weißkirchen (1732)
- Figur des hl. Florian, Hauptplatz, Dub an der March (1733)
- Altar, Dreifaltigkeitskirche Mährisch Sternberg (1734)
- Marienaltar, Pfarrkirche, Mährisch Sternberg
- Jupiterfigur, Jupiterbrunnen, Olmütz (1734–1735)
- Engel- und Heiligenfiguren, ehemalige Lorettokirche, Fulnek (1738), die Figur der Maria Immaculata jetzt am Stadtplatz von Odrau
- Statue des hl. Felix, Kapelle, Nové Vrbno

## Bilder

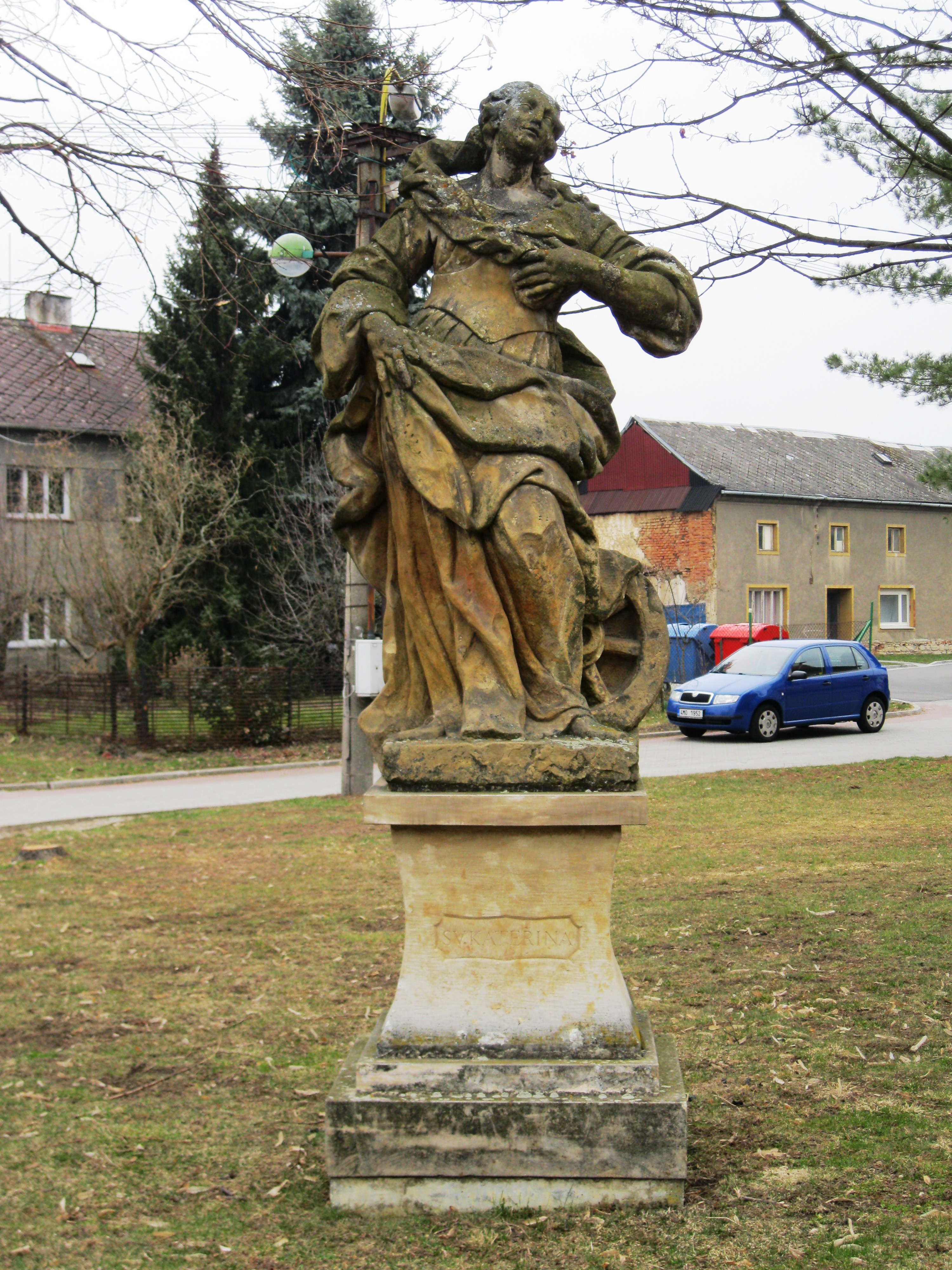
Hl. Katharina, Grygov
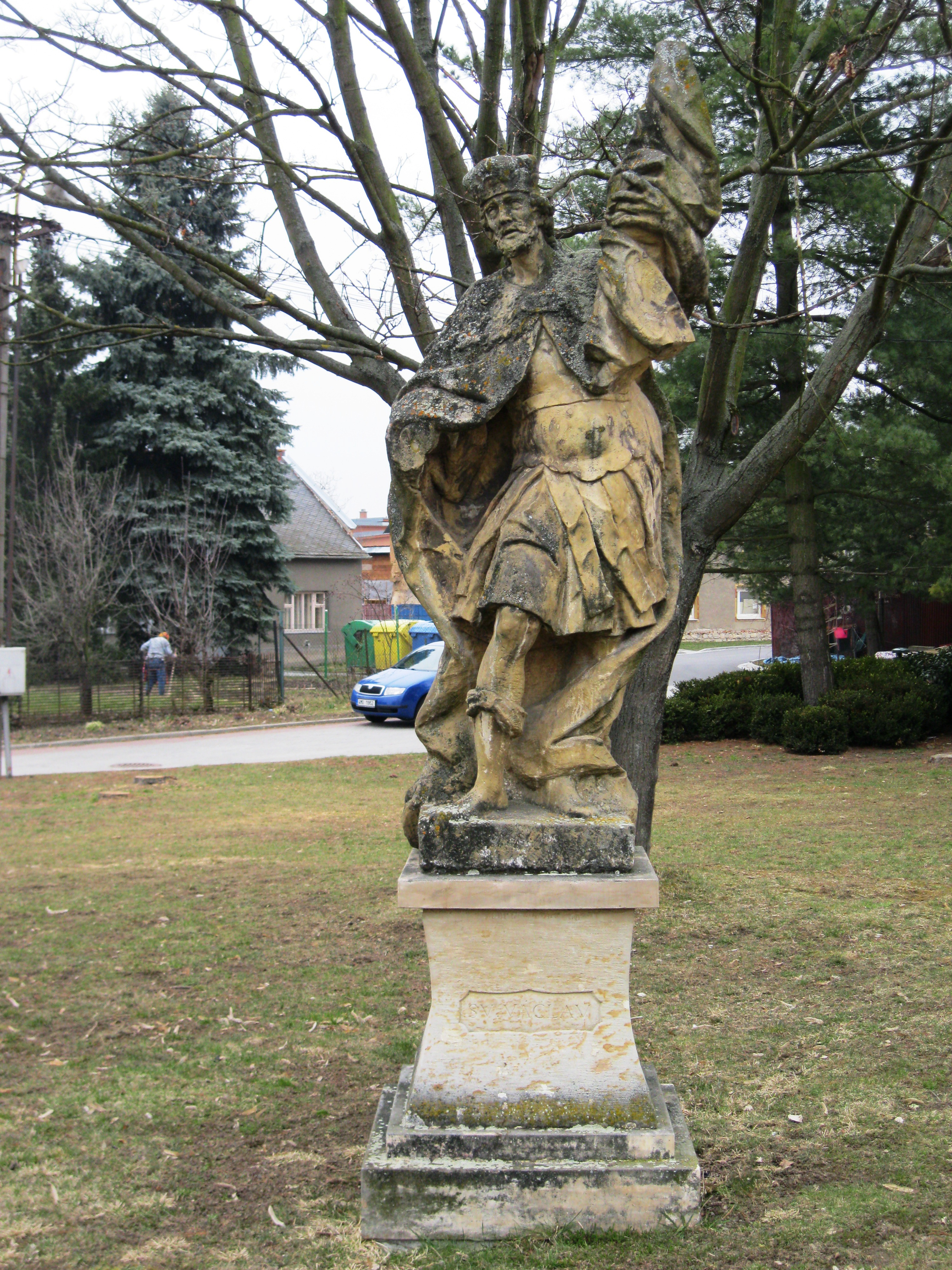
Hl. Wenzel, Grygov
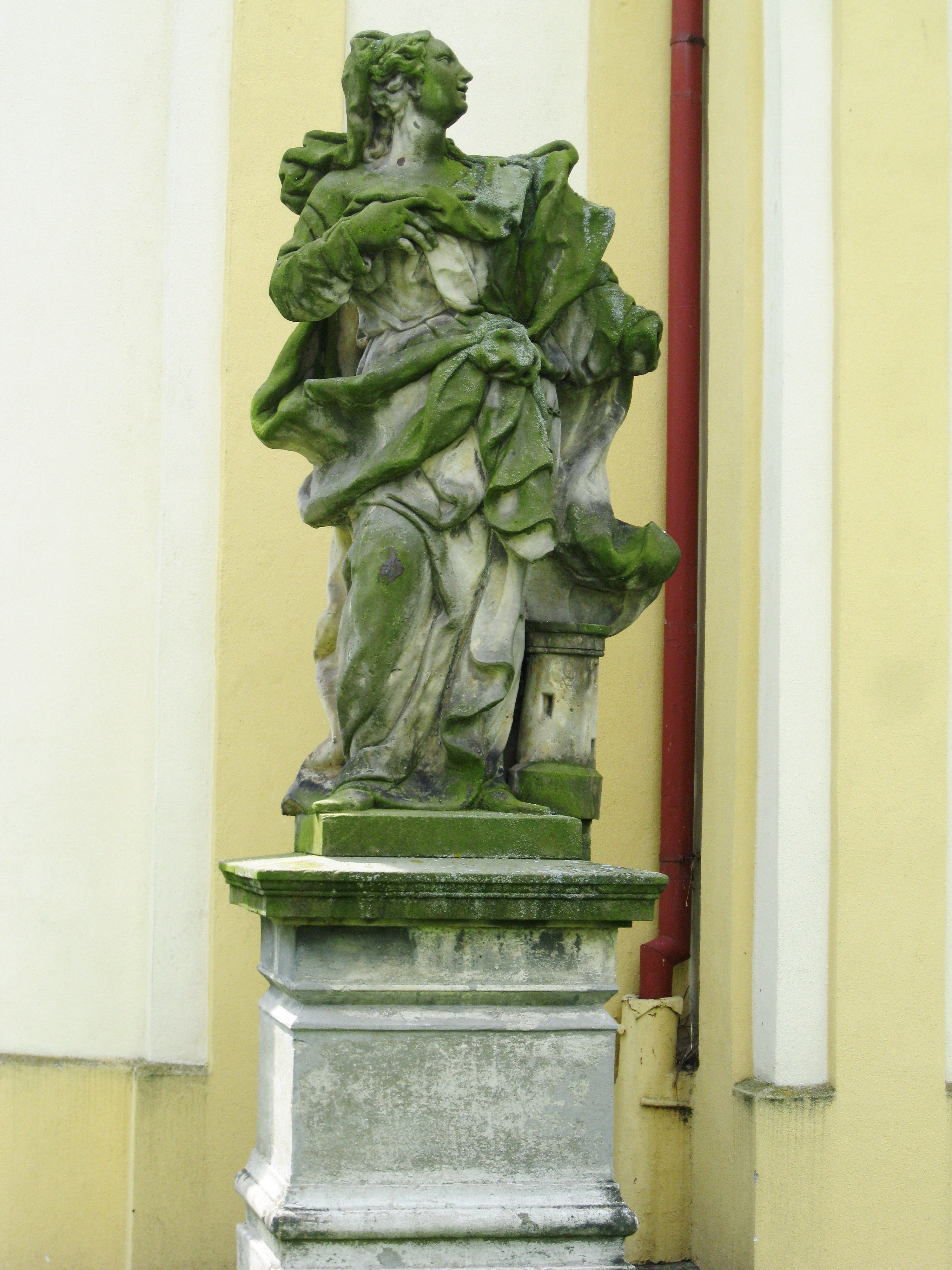
Hl. Barbara, Vsisko
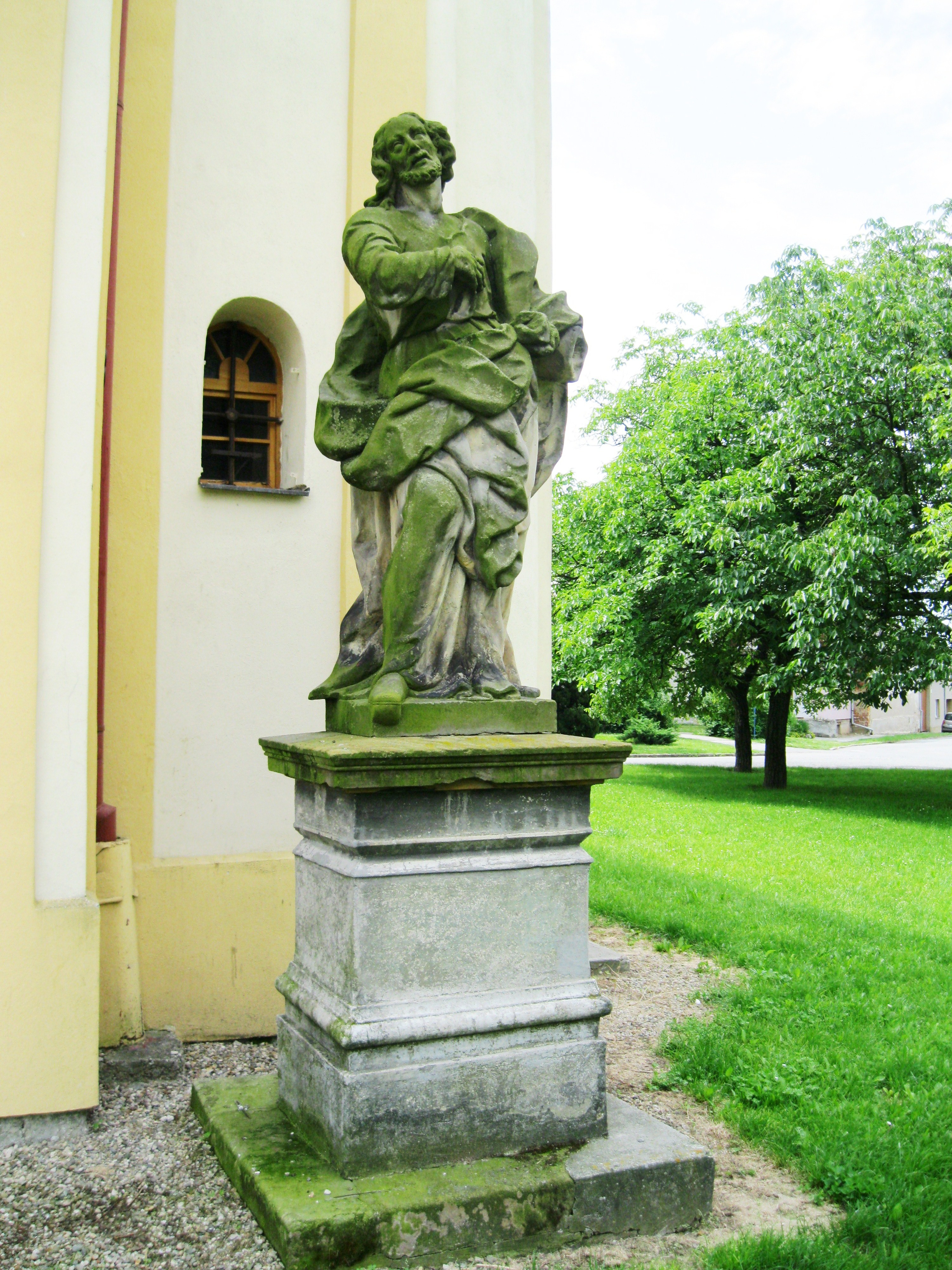
Hl. Matthäus, Vsisko
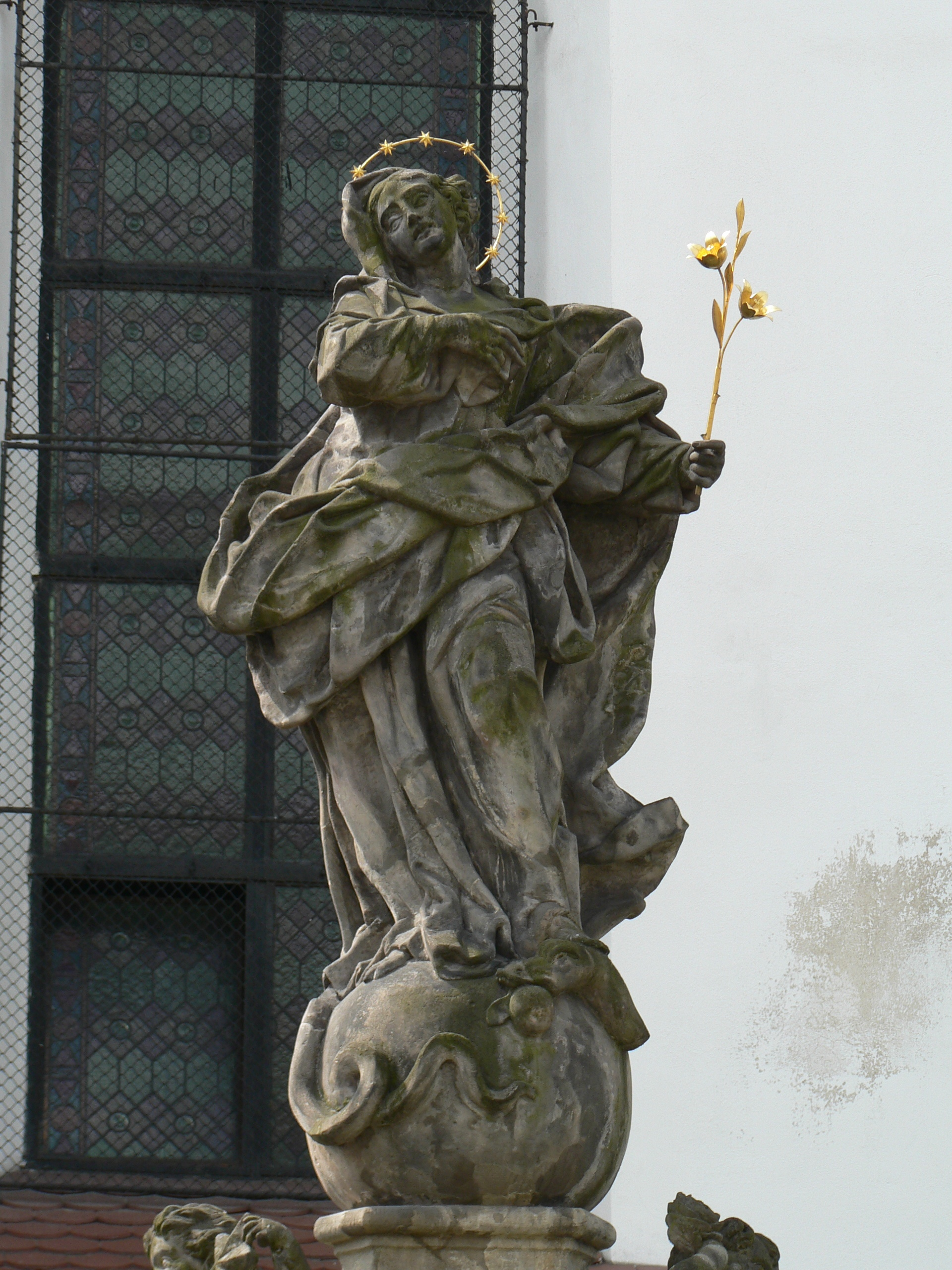
Immaculata, Bruntál
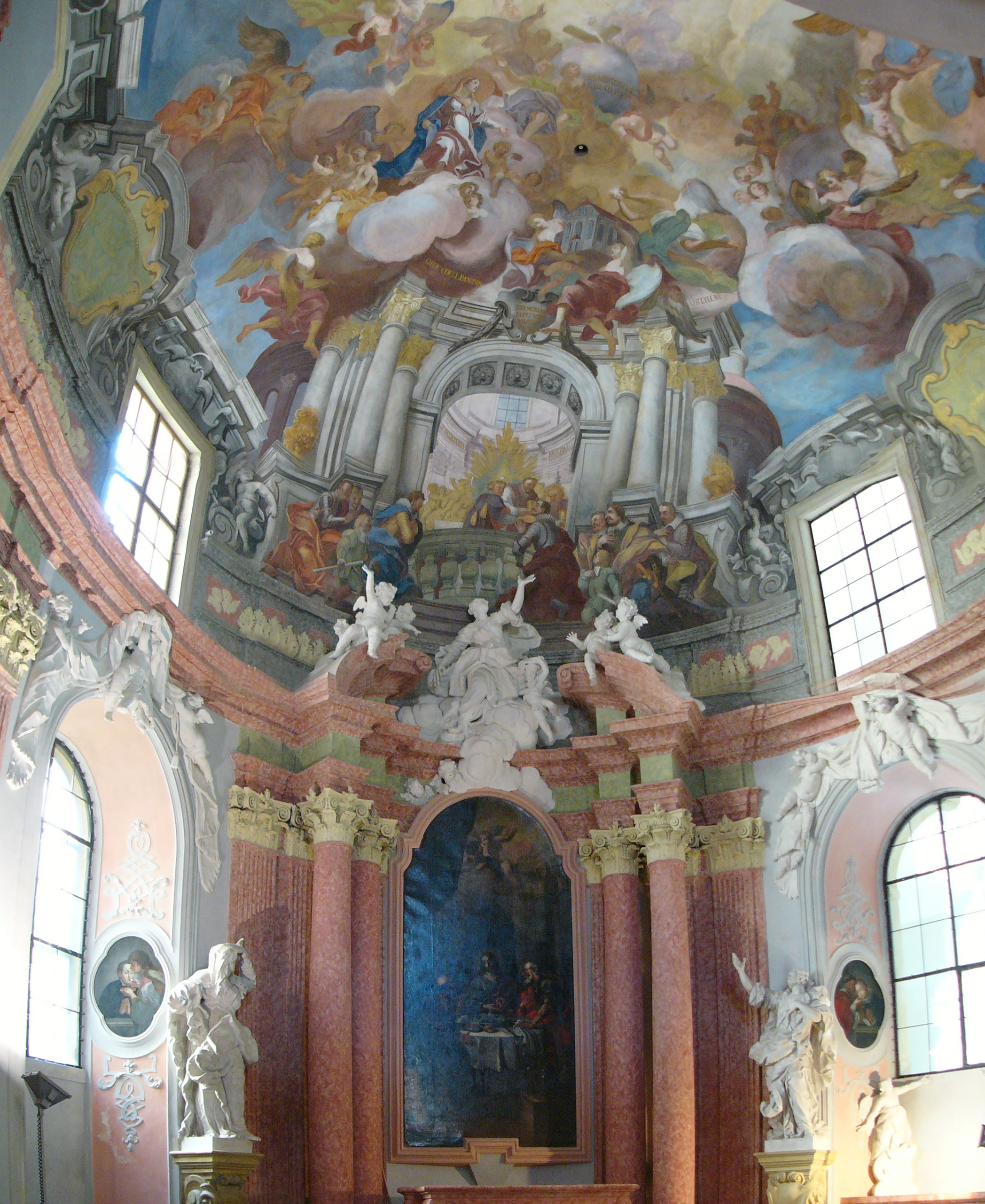
Fronleinmaskapelle, Olmütz
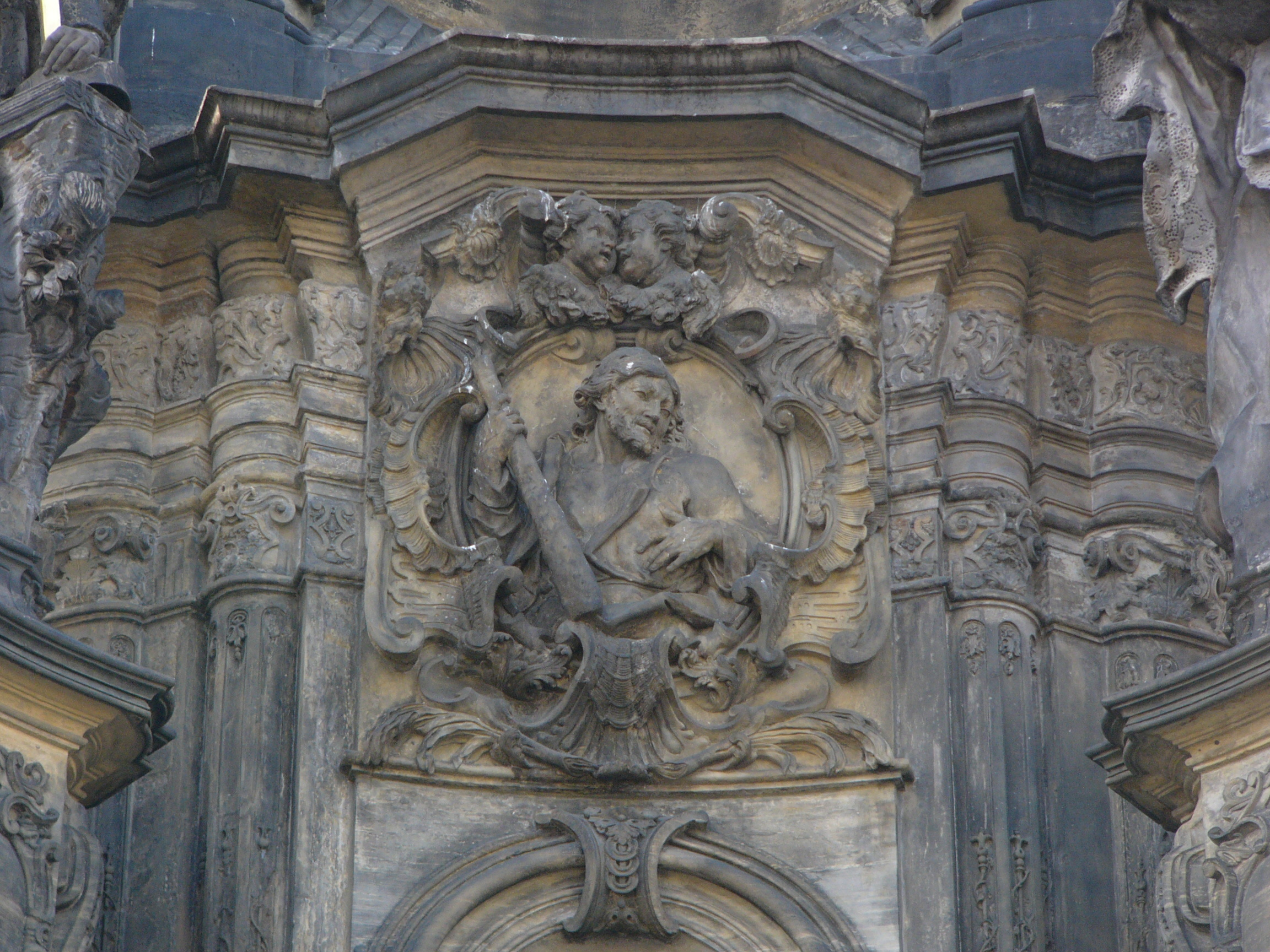
Judas Thaddäus, Dreifaltigkeitssäule, Olmütz
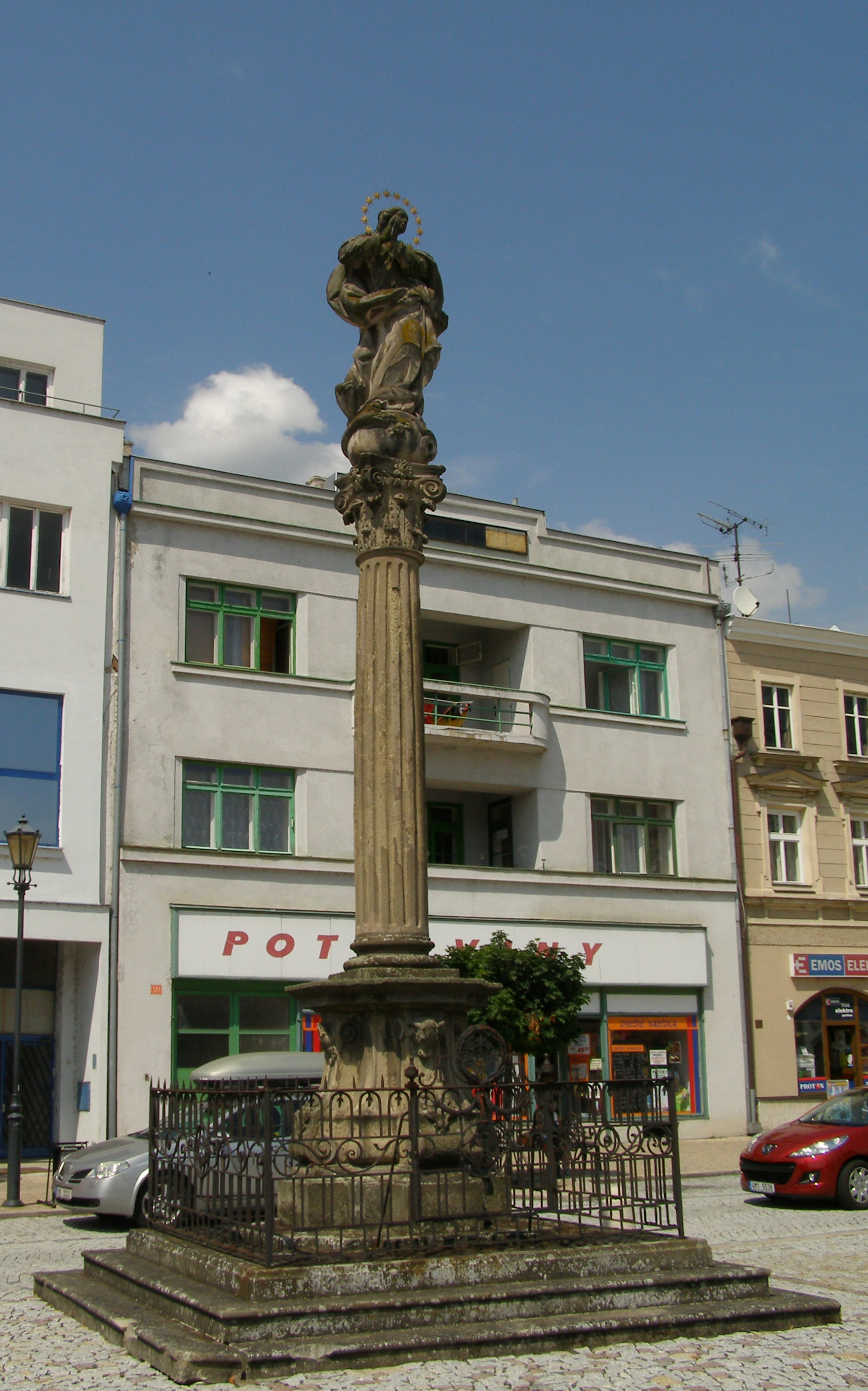
Maria Immaculata, Hranice
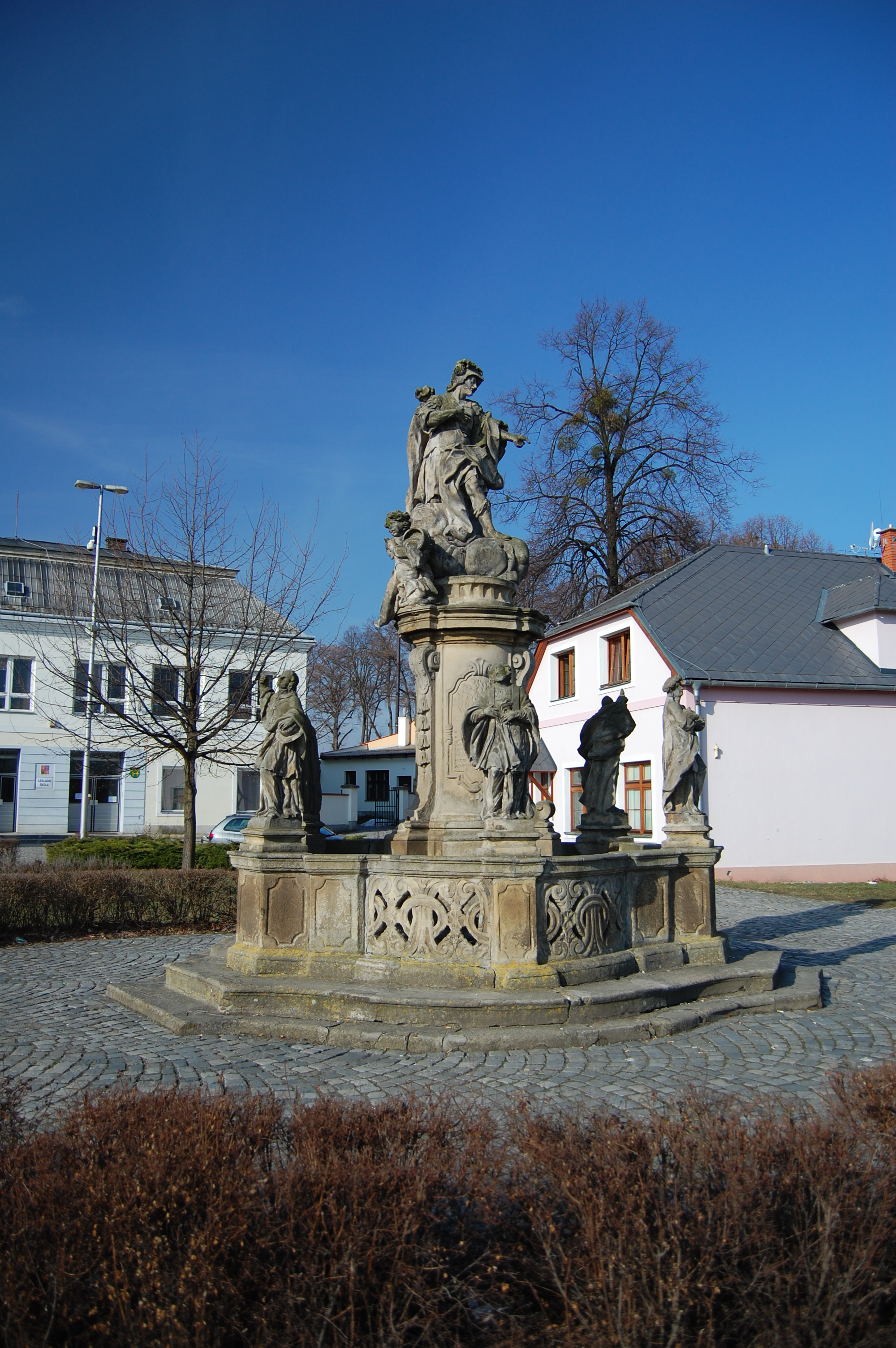
Hl. Florian, Dub nad Moravou
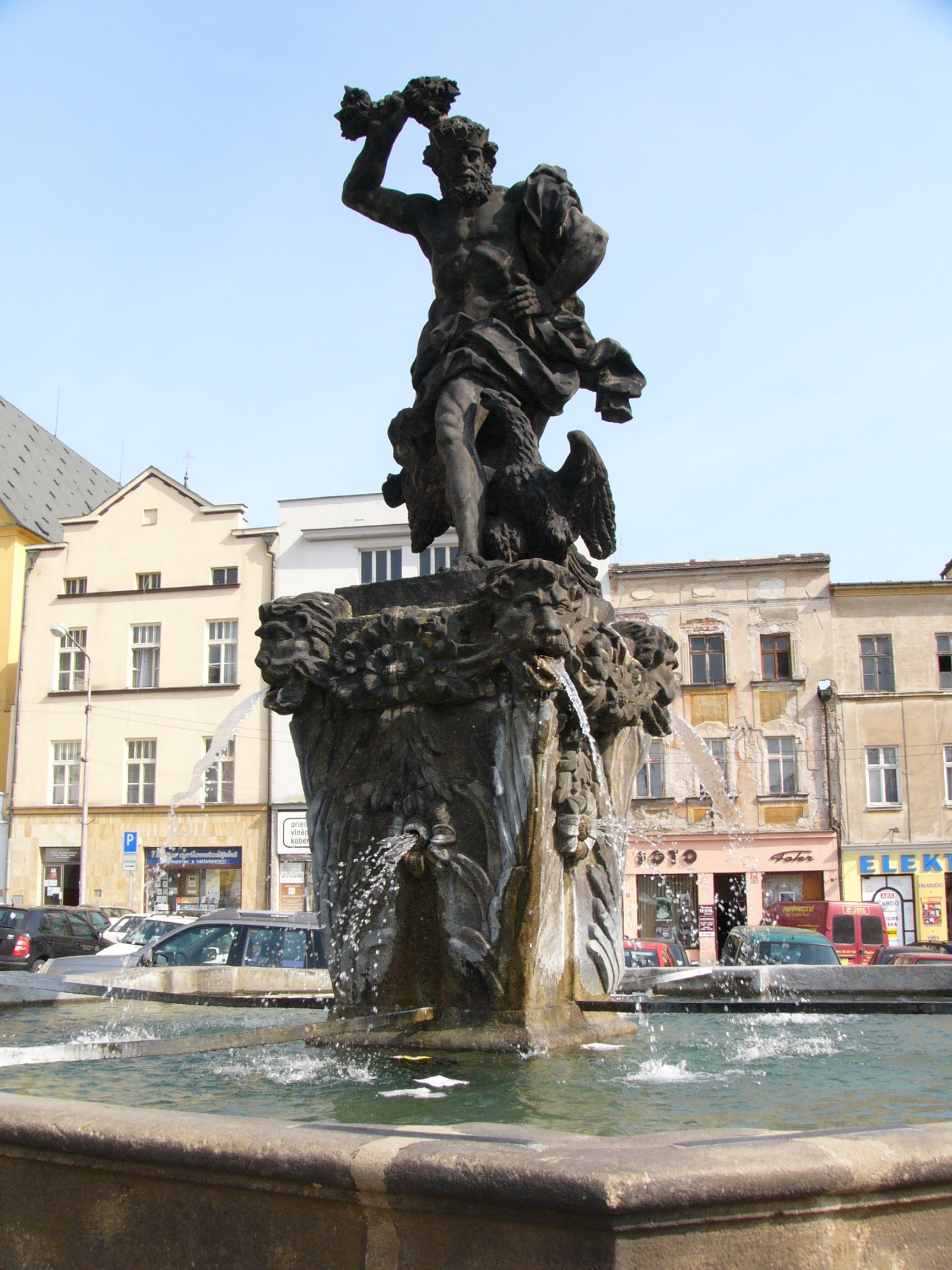
Jupiterbrunnen, Olmütz
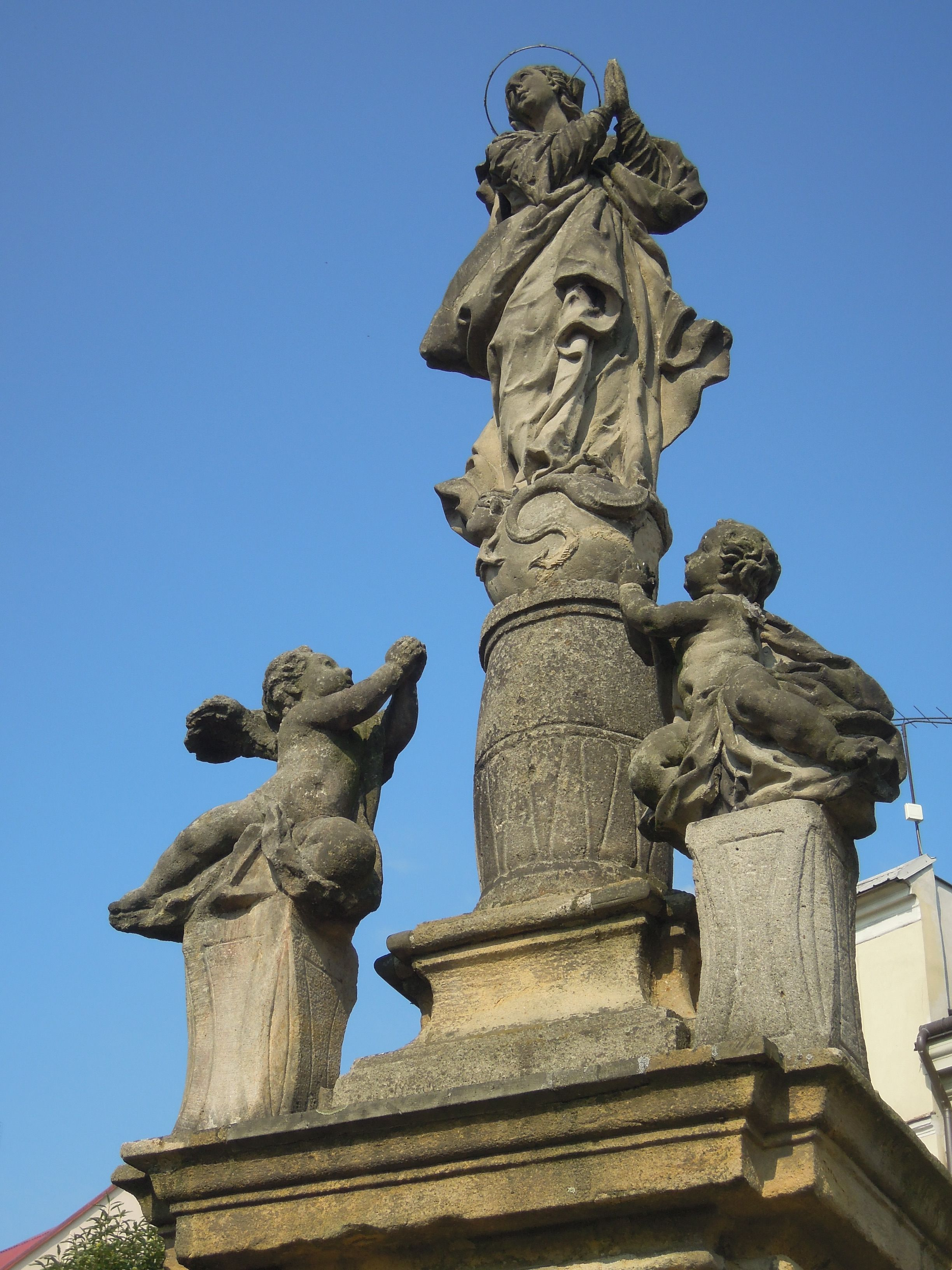
Maria Immaculata, Odry
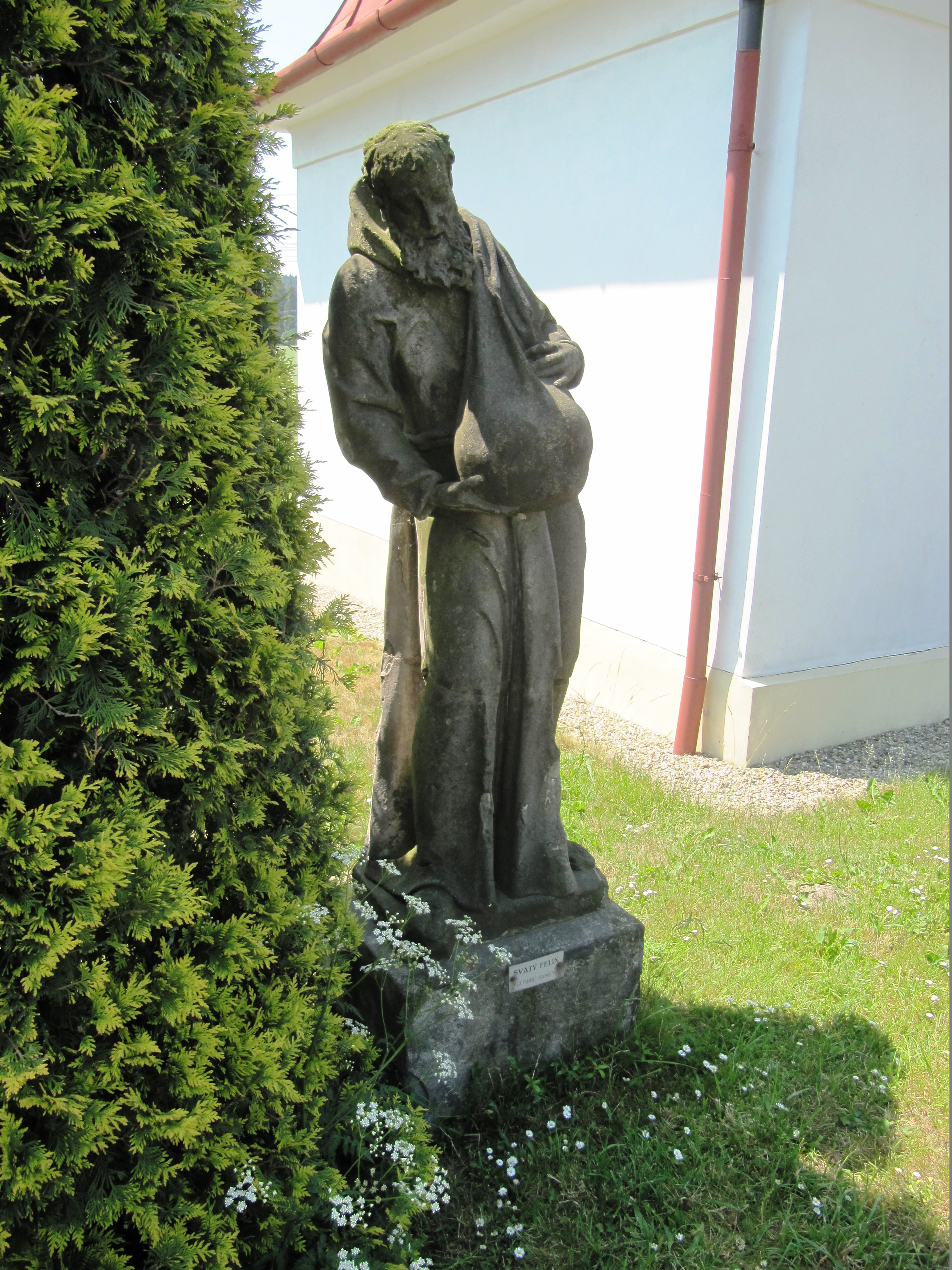
Hl. Felix, Nové Vrbno